# Коминтерн (Ростовская область)
Коминтерн — хутор в Тацинском районе Ростовской области России.
Входит в состав Ковылкинского сельского поселения.
Население 224 человека.

## Топоним
Прежнее название — Исаулов. Назван в честь есаула Ведерникова.

## География
Граничит с северо-востока с землями бывшего СПК «Степное», с юго-запада с землями Тацинского с/п, с запада с землями бывшего колхоза «Рассвет».

### Улицы
- ул. Молодёжная,
- ул. Степная,
- пер. Казачий.

## История
Образован в 1872 году.
В 1932 году в хуторе Исаулове находился административный центр Коминтерновского сельсовета

## Население
| 2010 |
| ---- |
| 221  |

## Инфраструктура
Личное подсобное хозяйство с зоной сельскохозяйственного использования, индивидуальная застройка усадебного типа.
Основа экономики — сельское хозяйство.

## Транспорт
Хутор находится примерно в двух километрах от автотрассы Волгоград — Ростов..